# Eric García
Eric García Martret (* 9. ledna 2001 Barcelona) je španělský profesionální fotbalista, který hraje na pozici středního obránce ve španělském klubu Girona FC, kde je na hostování z Barcelony, a ve španělském národním týmu.

## Klubová kariéra
García se narodil v Barceloně v Katalánsku.

### Manchester City
García byl součástí barcelonské akademie La Masia před příchodem do Manchesteru City v roce 2017. Během své první sezóny v City, se stal kapitánem týmu do 18 let a nastupoval za tým 19 let v Juniorské lize UEFA.
Do A-týmu se připojil poprvé na letním předsezónním soustředění v roce 2018 ve Spojených státech. 18. prosince 2018 debutoval García v dresu Manchesteru, a to ve čtvrtfinále EFL Cupu proti Leicesteru City. Hrál ve stoperské dvojici s Nicolásem Otamendim a pomohl týmu k postupu po penaltovém rozstřelu. V Premier League debutoval 21. září 2019, když v 63. minutě vystřídal Nicoláse Otamendiho při výhře 8:0 nad Watfordem.
Dne 17. června 2020 nastoupil García v základní jedenáctce do zápasu proti Arsenalu, jednalo se o první zápas City po přestávce způsobenou pandemií covidu-19, přičemž City vyhrálo zápas 3:0. Ke konci utkání se García dostal do kolize s Edersonem a zůstal na pár vteřin v bezvědomí. García byl ošetřen, následně hřiště opustil na nosítkách a odvezen do nemocnice. Druhý den byl z nemocnice propuštěn.
Dne 6. srpna 2020 manažer City Pep Guardiola na tiskové konferenci oznámil, že García odmítl prodloužení smlouvy, přestože ligovou sezónu ukončil jako stabilní člen základní sestavy, ve stoperské dvojici s Aymericem Laportem.
V létě 2020 však Manchester neopustil a v následující sezóně si na své konto připsal celkem dvanáct soutěžních startů. Následně klub opustil po vypršení své smlouvy.

### FC Barcelona
V létě 2021 se García přesunul z Manchesteru City zpátky do Barcelony. García podepsal kontrakt do konce sezony 2025/2026, výstupní klauzule byla nastavena na 400 milionů eur.

#### Girona (hostování)
Na začátku září 2023 odešel García na roční hostování do španělské Girony.

## Reprezentační kariéra
Poté, co García reprezentoval Španělsko na úrovních do 19 a do 21 let, obdržel 20. srpna 2020 první pozvánku do seniorské reprezentace na dva zápasy Ligy národů UEFA proti Německu a Ukrajině. Debutoval 6. září 2020 v utkání proti Ukrajině, když v 61. minutě vystřídal Sergia Ramose; zápas skončil vítězstvím Španělska 4:0.

## Statistiky

### Klubové
13. března 2021
| Klub            | Sezóna  | Liga           | Liga   | Liga | FA Cup | FA Cup | EFL Cup | EFL Cup | Evropské poháry | Evropské poháry | Ostatní | Ostatní | Celkem | Celkem |
| Klub            | Sezóna  | Liga           | Zápasy | Góly | Zápasy | Góly   | Zápasy  | Góly    | Zápasy          | Góly            | Zápasy  | Góly    | Zápasy | Góly   |
| --------------- | ------- | -------------- | ------ | ---- | ------ | ------ | ------- | ------- | --------------- | --------------- | ------- | ------- | ------ | ------ |
| Manchester City | 2018/19 | Premier League | 0      | 0    | 0      | 0      | 3       | 0       | 0               | 0               | 0       | 0       | 3      | 0      |
| Manchester City | 2019/20 | Premier League | 13     | 0    | 2      | 0      | 3       | 0       | 2               | 0               | 0       | 0       | 20     | 0      |
| Manchester City | 2020/21 | Premier League | 4      | 0    | 2      | 0      | 1       | 0       | 3               | 0               | —       | —       | 10     | 0      |
| Manchester City | Celkem  | Celkem         | 17     | 0    | 4      | 0      | 7       | 0       | 5               | 0               | 0       | 0       | 33     | 0      |
| Celkem          | Celkem  | Celkem         | 17     | 0    | 4      | 0      | 7       | 0       | 5               | 0               | 1       | 0       | 33     | 0      |

### Reprezentační
K 31. březnu 2021
| Španělsko | Španělsko | Španělsko |
| Rok       | Zápasy    | Góly      |
| --------- | --------- | --------- |
| 2020      | 4         | 0         |
| 2021      | 3         | 0         |
| Celkem    | 7         | 0         |

## Ocenění

### Klubové

#### Manchester City
- EFL Cup: 2019/20[16]
- Community Shield: 2019[17]

### Reprezentační

#### Španělsko U17
- Mistrovství Evropy do 17 let: 2017[18]
- Mistrovství světa do 17 let: 2017 (druhé místo)[19]

#### Španělsko U19
- Mistrovství Evropy do 19 let: 2019[20]